# Сан Салваторе ди Фиталија
Сан Салваторе ди Фиталија (итал. San Salvatore di Fitalia) је насеље у Италији у округу Месина, региону Сицилија.
Према процени из 2011. у насељу је живело 694 становника. Насеље се налази на надморској висини од 615 м.

## Становништво
Према резултатима пописа становништва 2011. у општини је живело 1.378 становника.
| 1931. | 1936. | 1951. | 1961. | 1971. | 1981. | 1991. | 2001. | 2011. |
| ----- | ----- | ----- | ----- | ----- | ----- | ----- | ----- | ----- |
| 3.416 | 3.591 | 3.552 | 3.257 | 2.758 | 2.196 | 1.954 | 1.679 | 1.378 |